# Pandu (hindoeïsme)

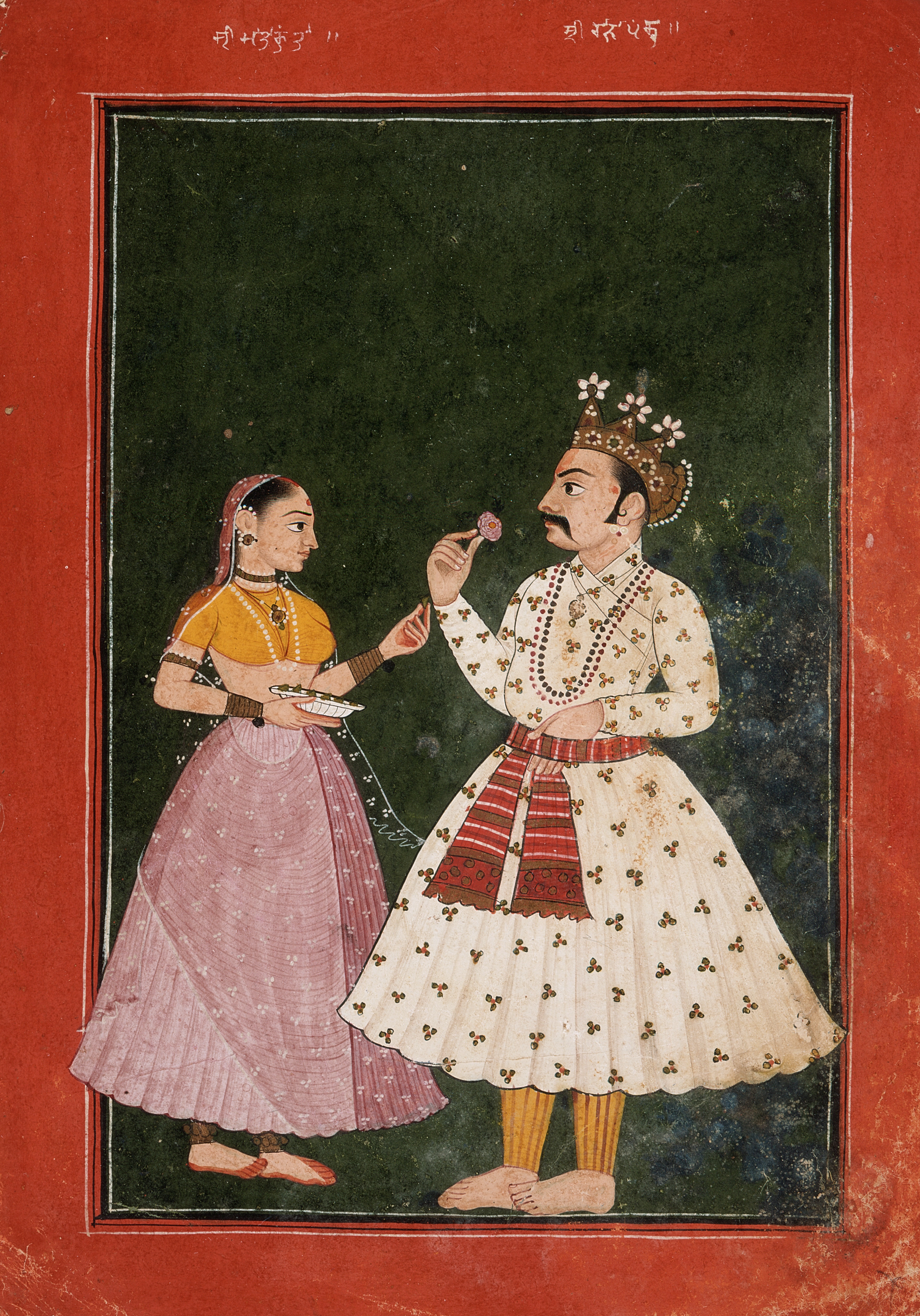
Pandu trouwt met Kunti

Pandu (Sanskrit: पाण्डु Pāṇḍu, letterlijk: bleek, wit) is een koning uit de Mahabharata.
Pandu is de stamvader van de naar hem genoemde Pandava's. Hij was koning van Hastinapur, de zoon van Ambalika en de wijsgeer Vyasa. Hij was getrouwd met Kunti en Madri. Omdat hij een parend hert had geschoten, was hij vervloekt: als hij geslachtsgemeenschap zou hebben, zou hij sterven. Hij kon zo geen nakomelingen verwekken. Kunti echter, had een mantra verworven toen ze nog een meisje was. Daarmee kon Kunti iedere god oproepen om een kind te verwekken en toch maagd blijven. Als meisje had ze die mantra uitgeprobeerd bij de zonnegod Surya en een kind gekregen, een halfgod dus: Karna (de stralende). In haar huwelijk gebruikte ze deze mantra om nog drie kinderen voor Pandu te krijgen: Yudhishthira, Arjuna en Bhima. Ze gaf de mantra ook aan Madri, de tweede vrouw van Pandu, die daarmee ook nog een tweeling kreeg: Nakula en Sahadeva. Deze vijf halfgoden, de Pandava's waren de rechtmatige opvolgers in het rijk.
Pandu had een halfbroer, de blinde Dhritarashtra, zoon van Vyasa en Ambika, de zuster van Ambalika. Omdat Pandu geen kinderen kon krijgen vanwege zijn vervloeking werd hij plaatsvervangend Koning in Hastinapur. De blinde Dhritarashtra trouwt met Gandhari en verkrijgt honderd zonen: de Kaurava's. Deze stam gaat de strijd aan met de Pandava's om de macht te krijgen in het rijk als de rechtmatige opvolger Yuddhistira de troon opeist. Wrang is dat de halfgod Karna, de onbekende halfbroer van de Pandava's aan de zijde van Kaurava's strijdt. Kunti had als ongehuwde moeder Karna als baby in een rieten mandje gezet en de rivier de Ganges in geduwd. Als wees kende hij zijn afkomst niet.